# 徐亚芬
徐亚芬（1957年2月—），女，浙江宁波人，中华人民共和国企业家、教育家。
徐亚芬以兴办教育闻名，先后创办了八所学校，横跨初等教育至高等教育，普通高校到职业学校。现任万里教育集团党委书记，兼任董事长。担任宁波诺丁汉大学主席，并兼任有浙江万里学院党委书记和董事长。是清华大学客座教授，并是中国科学院人文研究所管理学的研究员。
2009年8月，中华职业教育社第十次全国代表大会召开，她出任中华职业教育社第十届理事会常务理事。

## 荣誉
- 全国机械工业先进工作者
- 英国丹迪大学（University of Dundee）荣誉法学博士